# Fádel Dzsilál
Fádel Dzsilál (arabul: فاضل جلال); Casablanca, 1964. március 4. –) marokkói válogatott labdarúgó.

## Pályafutása

### Klubcsapatban
Casablancában született. Pályafutása során egyetlen csapatban a Vidad Casablancában játszott. 1982 és 1998 között négy alkalommal (1986, 1990, 1991, 1993) nyerte meg a marokkói bajnokságot. 1992-ben a CAF-bajnokcsaptok-Afrika-kupája serlegét is elhódította csapatával.

### A válogatottban
1987 és 1992 között 13 alkalommal játszott a marokkói válogatottban. Részt vett az 1986-os világbajnokságon, de nem kapott lehetőséget egyetlen mérkőzésen sem. Tagja volt az 1992-es afrikai nemzetek kupáján szereplő válogatott keretének is. 

## Sikerei, díjai
Vidad Casablanca
- Marokkói bajnok (3): 1985–86, 1989–90, 1990–91, 1992–93
- CAF-bajnokcsaptok-Afrika-kupája győztes (1): 1985
- Afro-ázsiai klubok kupája győztes (1): 1993